# Borzont
Borzont (románul: Borzont) falu Romániában, Hargita megyében.

## Fekvése
A sorfalu a Nagy-Borzontpatak völgyében fekszik, Gyergyóalfalutól egy, Gyergyószentmiklóstól 10 km-re, a Bucsin-tetőre, majd Parajdra vezető 13B műút mentén. A bucsini út a havason a Kis-Borzontpatak völgyében emelkedik a tetőre.
A Bucsin-tető alatt, a régi Sóútja mellett: Borzontfőnél csobog egy forrás: itt ered a Borzont-pataka. Nem messze innen a Maros, valamint a beleömlő Kis-Borzont és a Fehér-patak egy flórában gazdag védterületet, a Nyírest öleli körül, mely fokozatosan emelkedik a medencétől a hegyvonulat felé.

## Népessége
1770-ben Moldvából görög keletieket telepítettek a faluba. 1992-ben 824-en lakták.

## Története és mai élete
Nevét a Borzont patakról kapta.
A lakosság kirajzásával keletkezett falu. A múlt század végén és a század elején sokan költöztek Borzontra, ami akkor még csak egy tanyaféle település lehetett. Nem volt se templom, se iskola, sem üzlet. A nagy erdőkitermelések idején kaptak annyi fát a helybéliek, amiből egy iskola-kápolnát építhettek. Lassan-lassan különvált Alfalutól és ma már teljesen különálló falu.
Borzonton jelenleg 356 ház van, amit a falubeli mesteremberek építettek. Nagyon sok embernek van magántulajdonában kisebb műhely, ami arra szolgál, hogy a tulajdonukban lévő épületeket megjavítsák vagy újat építsenek.
Borzontnak több egyesülete volt, mint például a Gazda-kör, amit 1999-ben hoztak létre a falu gazdáinak jobb tájékoztatására. Tűzoltó egyesülete az Önkéntes Tűzoltó Alakulat nevet viseli. Jól megszervezett ifjúsági csoportja aktívan részt vesz minden rendezvény megszervezésében.
Borzontnak nincs saját polgármesteri hivatala, a falu ügyeit az alfalvi hivatalban intézik, ahol a falunak három képviselője van. Általános iskolája modern felszerelésekkel, többek között egy informatika laborral rendelkezik. Mindez Kémenes Katalin igazgatónőnek köszönhető. Az iskola 1959-ben épült Gaál Tamás tisztelendő jóvoltából, akinek a nevét 1998 óta viseli.
A falu egyetlen kápolnája a Bariczok nevezetű helyen, az erdőn épült 1999-ben. Ez a kápolna a Magyarok-asszonya nevet viseli. A kápolna felavatása óta minden évben augusztus 20-án megrendezik a Szent István-búcsút. Az ezredforduló alkalmával a Bucsin-tetőn 20 méter magas millenniumi keresztet állíttattak.
A borzonti kultúrotthonban különböző rendezvényeket tartanak, például esküvőket, falugyűléseket, bálokat és gazdagyűléseket, illetve színdarabokat adnak elő. A kultúrház az 1990-es években épült.

## Turizmus
A falu nagy látogatottságnak örvend, inkább a nyári időszakban, mint télen. 2003-2004-ben és 2006-ban a Bucsin-tetőn sípályát építtettek.